# Planococcus subterraneus
Planococcus subterraneus är en insektsart som beskrevs av De Lotto 1964. Planococcus subterraneus ingår i släktet Planococcus och familjen ullsköldlöss. Inga underarter finns listade i Catalogue of Life.